# Wendy Abrams
Wendy Abrams (1965) es una ambientalista estadounidense, la fundadora de la organización Cool Globes. En 2010 fue designada honoraria del Mes de la Historia por la Alianza Nacional de la Historia de la Mujer.

## Carrera
Fue directora de comunicaciones corporativas de Medline Industries. Ella ha sido miembro del Environmental Defense Fund desde 2002. Integra la junta de la Alianza Waterkeeper. En 2007, organizó "Cool Globes" en Chicago. Ella acredita su participación en la política "para promover una agenda ambiental no partidista".

## Política
Expresó la esperanza de que el presidente Obama iniciase la desinversión del petróleo. Abrams fue una crítica sustantiva de las tuberías Keystone e instó a los votantes a oponerse a él, alegando que afectaría la independencia energética de Estados Unidos.